# Över-Karpsjön
Der Över-Karpsjön (auch Övre Karpsjön) ist ein See in der schwedischen Gemeinde Åsele und wird als Quelle des Moälven angesehen.

## Geographie
Der See liegt am Fuß des Berges Karpsjökasen im südlichen Lappland, einige Kilometer nördlich der Ortschaft Tjärn. Er ist die Quelle des Norra Anundsjöån, des längsten der drei Quellflüsse des Moälven.